# Oberkommando der Marine
Oberkommando der Marine (skrót OKM) – niemieckie Naczelne Dowództwo Marynarki Wojennej w latach 1936-1945. Kontynuacja dowództwa Reichsmarine.

## Naczelni dowódcy marynarki wojennej
- 1935 do 30 stycznia 1943 – Grossadmiral Erich Raeder
- 30 stycznia 1943 do 30 kwietnia 1945 – Grossadmiral Karl Dönitz
- 1 maja do 23 maja 1945 – Generaladmiral Hans-Georg von Friedeburg
- 23 maja do 22 czerwca 1945 – Generaladmiral Walter Warzecha